# Stechampfer
Stechampfer (Emex) ist eine Pflanzengattung in der Familie der Knöterichgewächse (Polygonaceae). Die Gattung enthält nur zwei Arten, beide sind invasive Pflanzen und gefürchtete Unkräuter.

## Beschreibung

### Erscheinungsbild und Blätter
Stechampfer-Arten sind einjährige krautige Pflanzen, die eine Pfahlwurzel ausbilden. Die Pflanzenteile sind kahl, die Stängel niederliegend bis aufrecht.
Die wechselständig am Stängel angeordneten Laubblätter sind saisongrün und gestielt. Die Ochrea ist häutig bis papierartig und fällt oft ab. Die einfache Blattspreite ist fast spießförmig, dreieckig, eiförmig oder eiförmig-länglich. Der Blattrand ist glatt bis undeutlich gekerbt oder gezähnt, manchmal gewellt.

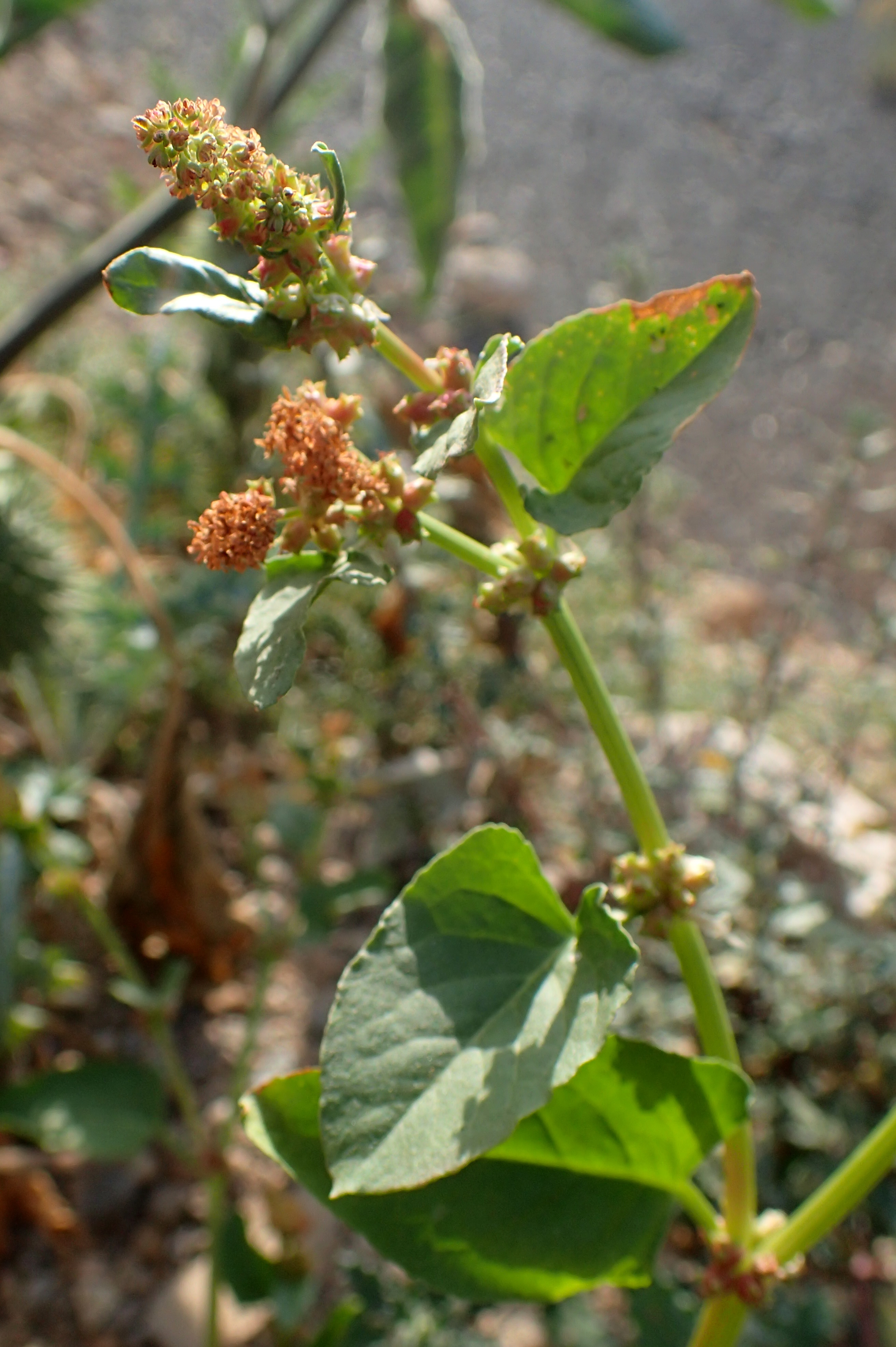
Stechampfer (Emex spinosa)

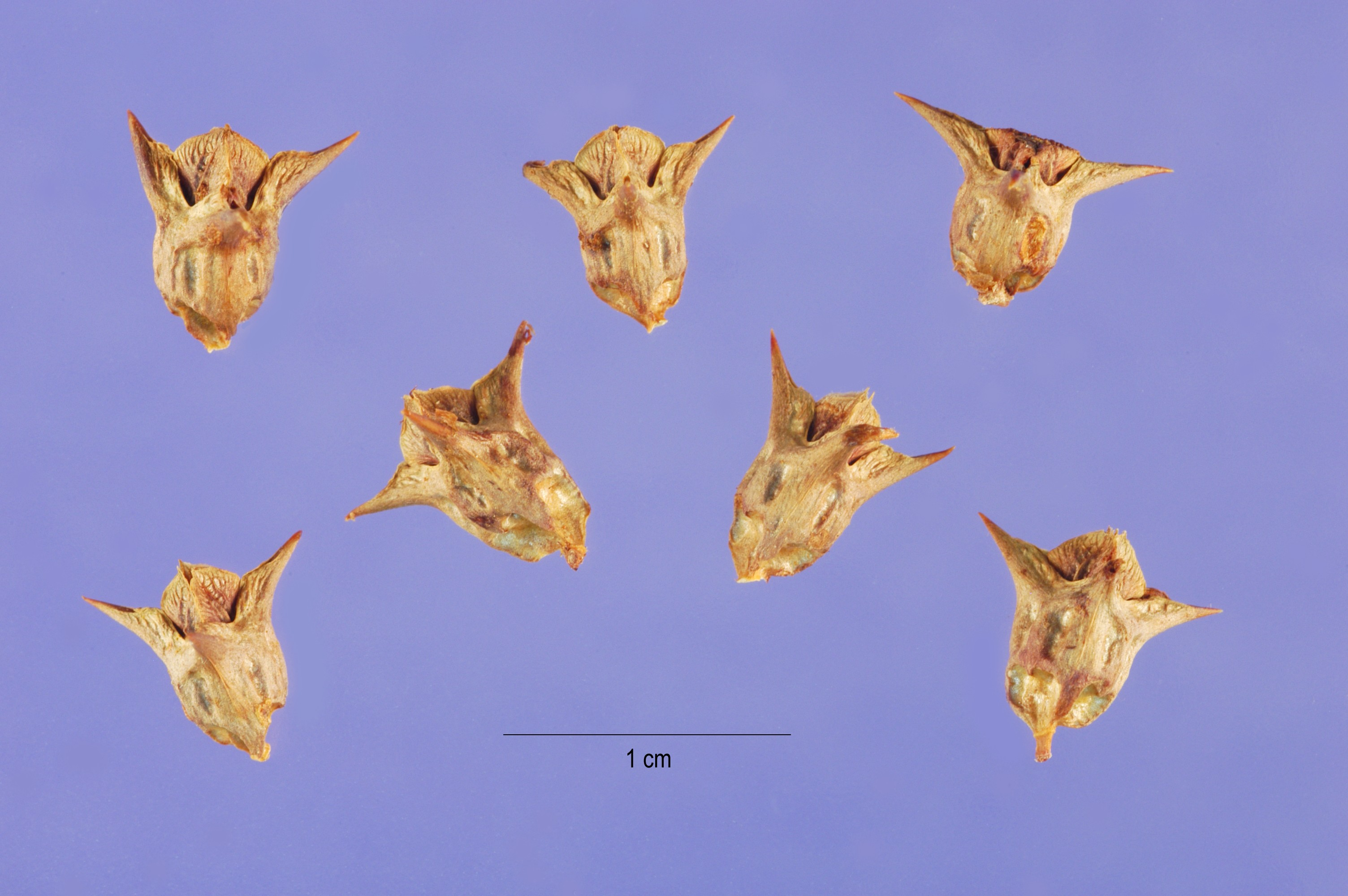
Diasporen von Emex australis

### Blütenstände und Blüten
Die Stechampfer-Arten sind einhäusig getrenntgeschlechtig (monözisch). Sie können ganzjährig blühen. Die traubenähnlichen Blütenstände sind end- oder seitenständig und gestielt.
Die eingeschlechtigen Blüten befinden sich auf getrennten Blütenständen auf einem Exemplar. Die männlichen Blüten sind gestielt, die weiblichen Blüten besitzen keinen oder fast keinen Stiel. Die Blütenhülle besteht aus selten fünf oder meist sechs grünlichen, kelchblattartigen Blütenhüllblättern, die bei den männlichen Blüten frei und bei den weiblichen Blüten an ihrer Basis glockenförmig verwachsen sind, sowie besonders bei den weiblichen Blüten zwei unterschiedliche Formen besitzen. Über einer Ochrea steht ein Bündel aus ein bis acht männlichen Blüten. Die männlichen Blüten enthalten vier bis sechs freie Staubblätter mit gelblichen bis rötlichen, elliptischen bis eiförmigen Staubbeuteln. Über einer Ochrea steht ein Bündel aus ein bis sieben weiblichen Blüten. Die weiblichen Blüten enthalten drei aufrechte Griffel.

### Früchte und Samen
Die von der haltbaren, verhärteten und verdornten Blütenhülle umgebenen Achänen sind kahl, braun, dreikantig (nicht dreiflügelig) und glänzend. Die Samen enthalten einen gekrümmten Embryo.

### Chromosomensätze
Die Chromosomengrundzahl beträgt x = 10.

## Systematik und Verbreitung
Noël Martin Joseph de Necker veröffentlichte 1790 den Gattungsnamen Emex in seinem Werk Elementa botanica und gliederte sie aus der Gattung Rumex aus (Ableitung von Emex aus „Ex“ Rumex). Diese Veröffentlichung ist ungültig, da dieses Buch zu den vom ICBN unterdrückten Werken gehört. Der Name Emex erlangte erst 1819 Gültigkeit durch die Veröffentlichung von Francisco Campderá. Er musste gegen das eigentlich prioritätsberechtigte Synonym Vibo Medik. konserviert werden, das schon im Jahr 1789 veröffentlicht worden war.
Als einzige Art stellte Campderá Emex spinosa in die Gattung und legte im Gegensatz zum maskulinen Rumex das Geschlecht des Gattungsnamens auf feminin fest. Die manchmal zu findende orthographische Variante „Emex spinosus“ ist aus diesem Grund nicht regelgerecht. Im Jahr 1838 beschrieb Adolph Steinheil eine zweite Art, Emex australis. Beide Emex-Arten bilden auch Hybriden, über die erstmals im Jahr 1980 berichtet wurde.
Die Gattung Emex gehört zur Tribus Rumiceae in der Unterfamilie Polygonoideae innerhalb der Familie Polygonaceae. Sie enthält nur zwei Arten:    
- Stechampfer (Emex spinosa (L.) Campd.) Das ursprüngliche Verbreitungsgebiet liegt im Mittelmeerraum und im Orient.[9][10] Sie kommt in Portugal, Spanien, Korsika, Italien, Griechenland, in der Türkei, auf Zypern, in Marokko, Algerien, Tunesien, Libyen, Ägypten, Israel, im Libanon, in Jordanien und auf der Arabischen Halbinsel vor.[8]
- Emex australis Steinh.: Sie ist im Südlichen Afrika: Namibia, Eswatini, Lesotho und den südafrikanischen Provinzen Free State, KwaZulu-Natal, Limpopo, Mpumalanga, Gauteng, Ost-, West sowie Westkap verbreitet.[8] australis bedeutet „südlich“, aber nicht „Australien“, daher wäre der Trivialname „Südlicher Stechampfer“ richtig.

Beide Pflanzenarten haben sich invasiv über den gesamten tropischen, subtropischen und gemäßigten Bereich der Erde ausgebreitet. Sie verdrängen andere Pflanzenarten und verursachen große Schäden in der Landwirtschaft, sodass sie als „landwirtschaftlicher Schädling“ („agricultural pest“) gelten.